# Herleidingsfactor
Bij een geordend tweetal eenheden met dezelfde dimensie is de herleidingsfactor het (uiteraard dimensieloze) quotiënt van de twee eenheden. Zo geldt bijvoorbeeld
- 1 foot = 12 inch

wat ook geschreven kan worden in elk van de vormen:
- 1 inch = 1/12 foot
- foot/inch = 12, of 1 foot/inch = 12
- inch/foot = 1/12, of 1 inch/foot = 1/12

Het eerste is de definitie van foot in termen van inch, waar de herleidingsfactor al inzit. De andere volgen daar direct uit.
In samengestelde gevallen worden herleidingsfactoren berekend uit meerdere andere, door substitutie van eenheden. Voor elke te vervangen enkelvoudige eenheid wordt de grootte in de gewenste eenheid uitgedrukt, bijvoorbeeld:
- 1 Btu/(ft²·h) = 1055,06 J/((0,3048 m)²·(3600 s)) = 3,15460 J/(m²·s) = 3,15460 W/m².

SI-prefixen representeren herleidingsfactoren die een macht van 10 zijn.